# Borowlanskoje
Borowlanskoje (ros. Боровлянское) – wieś (sieło) w Rosji, w obwodzie swierdłowskim, w rejonie pyszmińskim. W 2010 liczyła 685 mieszkańców.